# Base aérienne de Chagol
La base aérienne Chagol (en russe : Шагол) est une base militaire située dans l'arrondissement de Kourtchatov à Tcheliabinsk, dans l'oblast de Tcheliabinsk, en Russie transouralienne.

## Histoire
La base a ouvert en 1938, c'était le premier aéroport de la ville.
C'est le centre de la 21e division d'aviation mixte russe et qui comprend le 108e centre école.

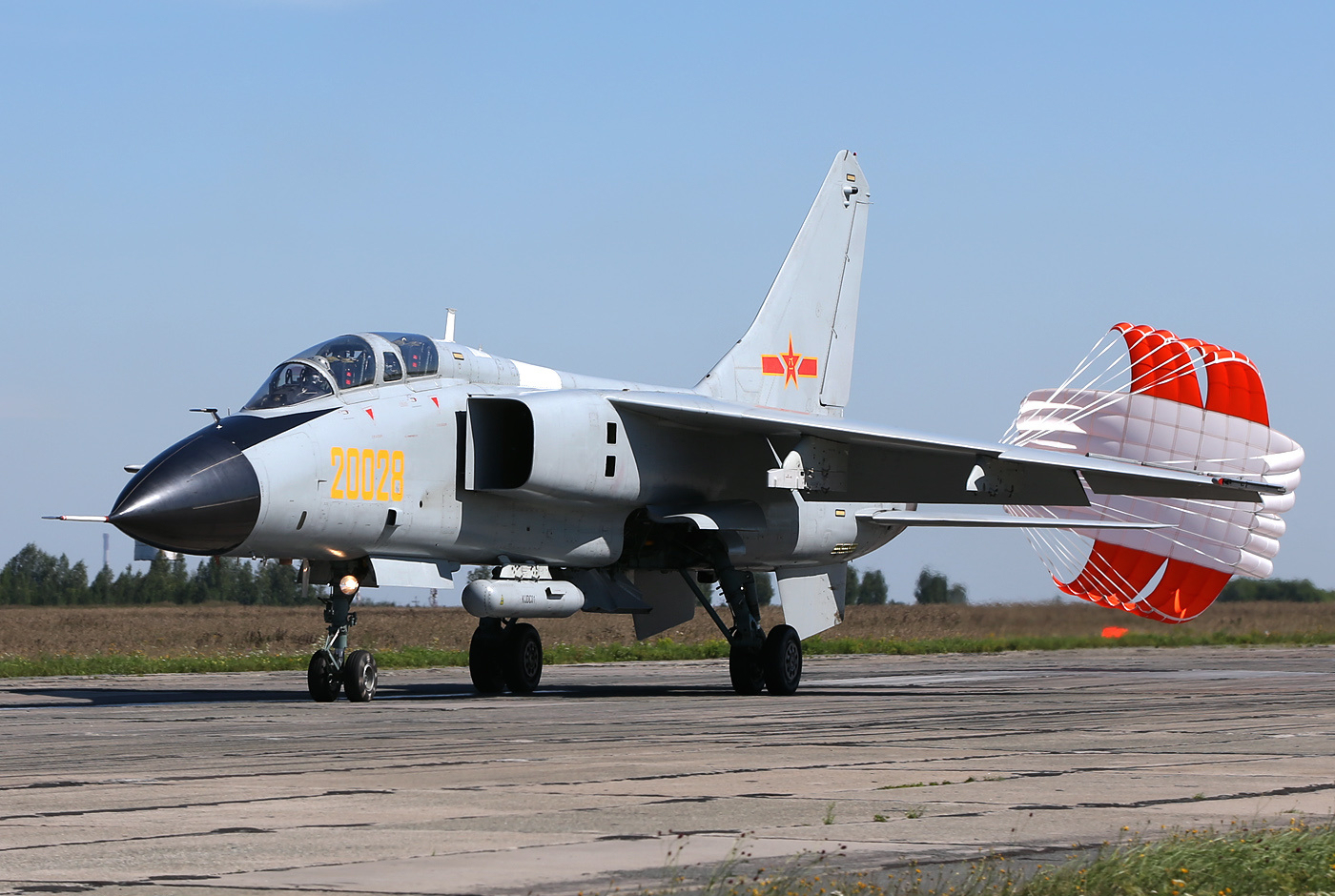
Un Xian JH-7 sur la base.
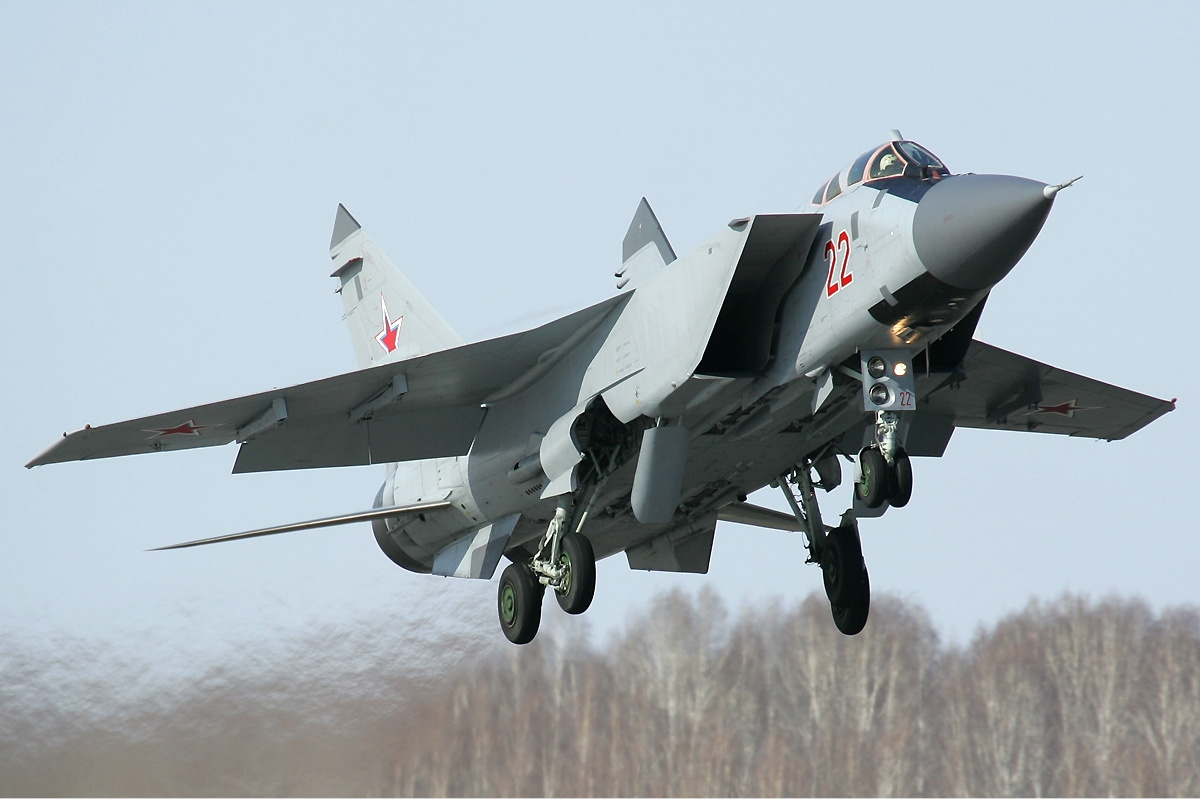
Un MIG-31 en approche.
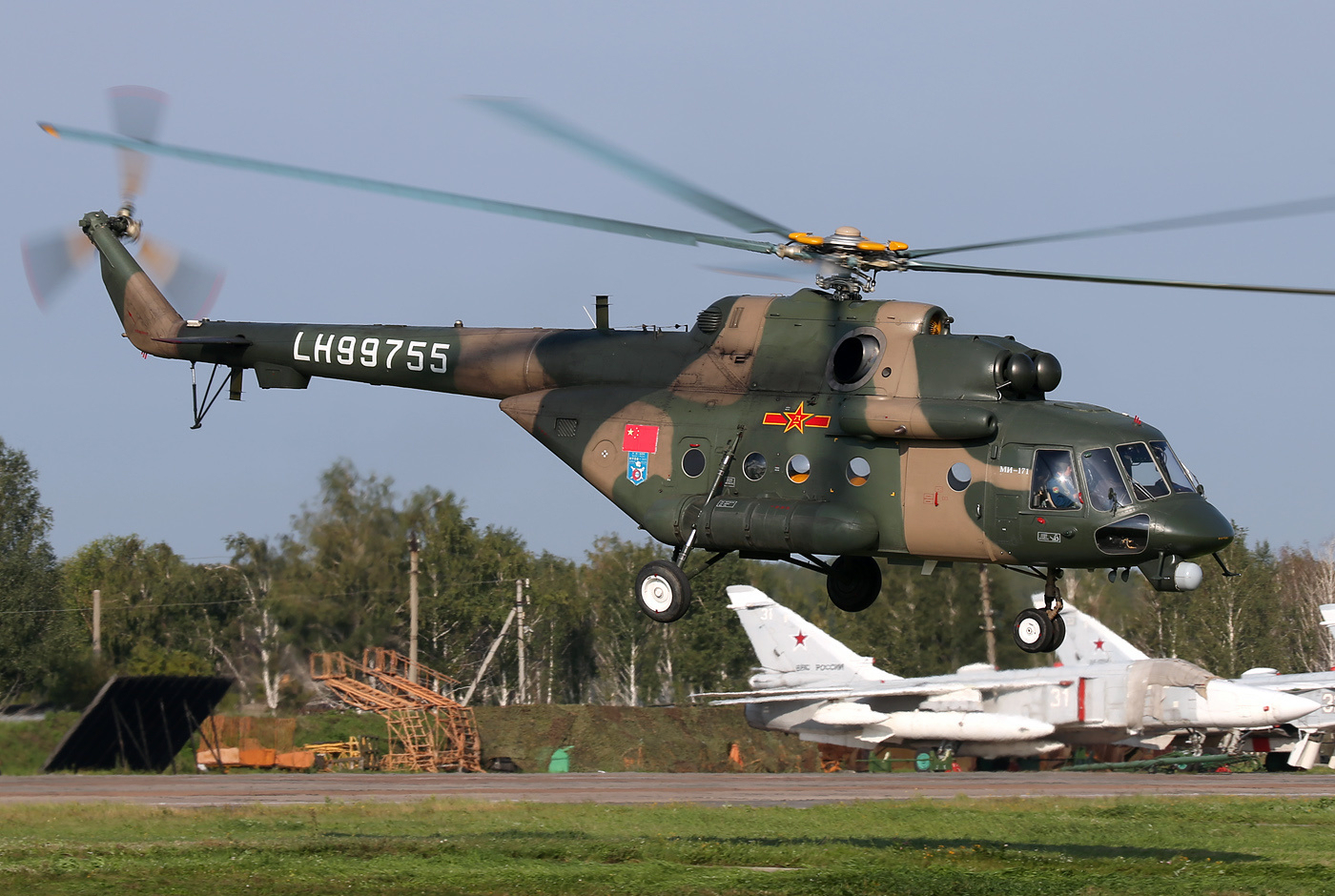
Un Mi-17 sur la base.